# La Terreur du Transvaal
La Terreur du Transvaal est une histoire en bande dessinée de Keno Don Rosa. Elle est le sixième épisode de la Jeunesse de Picsou.

## Synopsis
Balthazar Picsou rejoint l'Afrique et découvre son premier rival (pour Don Rosa) : Archibald Gripsou, voleur et menteur qui va dépouiller Picsou de son chariot alors que celui-ci lui avait sauvé la vie. Après des petites aventures dans la jungle africaine, Picsou dompte un lion et parvient à la ville où Gripsou s'est réfugié. À la suite d'un très court combat, il le livre à la police et quitte le territoire africain qui ne le rendra pas riche.

## Fiche technique
- Histoire noD 92273.
- Éditeur : Egmont[1].
- Titre de la première publication : Savannens skræk en 1993 (danois).
- Titre en anglais : The Terror of the Transvaal.
- Titre en français : La Terreur du Transvaal.
- 12 planches.
- Auteur et dessinateur : Keno Don Rosa.
- Premières publications : Anders And & Co no 1993-18, Danemark, 3 mai 1993.
- Première publication aux États-Unis: Uncle Scrooge no 290, février 1995.
- Première publication en France : Picsou Magazine no 277, février 1995.